# Paul Hellström
Paul (Paulus) Hellström (i riksdagen kallad Hellström i Luleå  senare Hellström i Stockholm), född 8 januari 1866 i Umeå, död 3 juli 1927 i Kungsholms församling, Stockholm, var en svensk agronom, riksdagsledamot och jordbruksminister.

## Biografi
Hellström blev filosofie kandidat 1887, filosofie licentiat 1890 och filosofie doktor 1891 vid Uppsala universitet. Han genomgick Ultuna landtbruksinstitut, där han 1891 blev tillförordnad, och 1892 ordinarie lärare i kemi. 1895 blev han föreståndare för den nyinrättade kemisk-växtbiologiska anstalten i Luleå och därvarande frökontrollanstalt 1896 samt samma år sekreterare och 1907 kamrerare hos Norrbottens läns hushållningssällskap.
1903-1905 var Hellström representant för Luleå och Haparanda valkrets i riksdagens andra kammare, där han gjorde sig känd som anhängare av liberala idéer och som en av det proportionella valsättets största förespråkare. Vid valet 1905 förlorade Hellström sitt mandat till lokomotivmästaren Fredrik Berglund. Från 1906 var Hellström förlikningsman i övre norra distriktet. Vid valet 1908 ställde Hellström upp i val i Luleå domsagas valkrets men lyckades inte erövra mandatet från den sittande riksdagsmannen Linus Lundström. Hellström återkom till andra kammaren mandatperioden 1912-1914 för Norrbottens läns södra valkrets, men var därefter ledamot av första kammaren fram till sin död (fram till 1921 för Norrbottens läns valkrets, därefter för Västerbottens läns och Norrbottens läns valkrets). Han var jordbruksminister 1926-1927 i Regeringen Ekman I.
Hellström skrev en del kemiska och botaniska avhandlingar samt en mängd redogörelser och populära uppsatser rörande ämnen tillhörande lanthushållningen. Hellström var ledamot av Lantbruksakademien från 1902 och dess sekreterare från 1919.